# 新井亀太郎
新井 亀太郎（あらい かめたろう、1875年〈明治8年〉12月8日 - 1932年〈昭和7年〉11月7日）は、日本の陸軍軍人。最終階級は陸軍中将。

## 経歴
群馬県出身。新井沢次郎の四男として生まれる。群馬県境野小学校、同山田第一高等小学校、錦城商業学校を経て、1896年（明治29年）11月陸軍士官学校（8期）を卒業。翌年6月、陸軍歩兵少尉に任官される。歩兵第16、9、35の各連隊付を経て、1903年（明治36年）陸軍大学校に入学。
日露戦争の勃発に伴い修学を中退、原隊復帰、第一回旅順攻撃（歩兵第35連隊第12中隊長）、第二回攻撃（歩兵第6旅団副官代理）、第三回攻撃及び奉天の会戦（同副官）に参加。　
1907年陸軍大学校（第19期）を卒業。第2師団、第9師団、第11師団の参謀、留守第12師団、第6師団の参謀長、浦監派遣軍第4兵站司令官、台湾歩兵第1連隊長などを歴任。1922年8月（大正11年）陸軍少将に進級し、歩兵第17旅団長、陸軍戸山学校長などを経て、1927年7月陸軍中将に進級。支那駐屯軍司令官の後、第7師団長となる。1931年8月（昭和6年）予備役編入。
1932年（昭和7年）11月、群馬県立伊勢崎高等女学校（現・群馬県立伊勢崎清明高等学校）にて講演中に倒れ、死去（56歳）。

## 年譜
- 1875年（明治8年）12月8日、群馬県山田郡境野村60番地に生まれる。
- 1888年（明治21年）3月、群馬県山田郡山田第一高等小学校高等科卒業。1890年（明治23年）9月、上京し錦城商業入学。
- 1894年（明治27年）12月1日、歩兵第15連隊補充隊に入隊。（士官候補生）
- 1896年（明治29年）11月26日、陸軍士官学校（第8期）を卒業。
- 1897年（明治30年）6月28日、陸軍歩兵少尉、歩兵第16連隊附に所属。
- 1903年（明治36年）11月30日、陸軍大学校に入校。1904年（明治37年）5月9日、修学を中絶し原隊復帰、歩兵第35連隊中隊長。
- 1904年（明治37年）8月20日、第一回旅順要塞総攻撃（磐龍山付近の戦闘）に参加し負傷。
- 1904年（明治37年）10月30日、第二回旅順要塞総攻撃に参加。（歩兵第6旅団副官代理）12月26日、第三回旅順要塞総攻撃に参加。（歩兵第6旅団副官）
- 1905年（明治38年）2月28日、奉天会戦に参加。
- 1907年（明治40年）11月30日 、陸軍大学校（第19期）卒業。
- 1908年（明治41年）7月15日、第2師団参謀。
- 1910年（明治43年）10月1日、歩兵第26連隊大隊長。
- 1912年（明治45年）3月16日、第9師団参謀。
- 1916年（大正5年）11月15日、第11師団参謀。
- 1918年（大正7年）8月2日、留守第12師団参謀長。
- 1919年（大正8年）3月24日、浦監派遣軍第4兵站司令官。
- 1920年（大正9年）1月30日、台湾第1歩兵連隊長。
- 1921年（大正10年）7月20日、第6師団参謀長。
- 1922年（大正11年）8月15日、陸軍少将、歩兵第17旅団長。
- 1926年（大正15年）3月2日、陸軍戸山学校長。
- 1927年（昭和2年）7月26日、陸軍中将、支那駐屯軍司令官。
- 1929年（昭和4年）3月16日、第7師団長。
- 1931年（昭和6年）8月29日、予備役。
- 1932年（昭和7年）11月7日、群馬県立伊勢崎高等女学校講堂にて講演中倒れ死去。

## 栄典
- 1897年（明治30年）10月15日 - 正八位[1]
- 1899年（明治32年）12月26日 - 従七位[2]
- 1922年（大正11年）9月11日 - 正五位[3]